# La Haye-le-Comte
La Haye-le-Comte è un comune francese di 133 abitanti situato nel dipartimento dell'Eure nella regione della Normandia.

## Società

### Evoluzione demografica
Abitanti censiti